# 양검
양검(良劍, ?~936년 음력 9월)은 후백제 국왕 견훤의 둘째 아들이다.

## 생애
본래에는 신라의 강주에서 도독을 지내고 있었다.
935년, 아버지 견훤이 서자이자 넷째 아들인 이복 동생 금강을 편애하여 적장자인 신검 대신에 왕태자로 삼으려 한다는 사실을 알게 되었다. 이에 위기를 느낀 신검과 용검, 능환 등과 더불어 모반을 일으켜 금강을 살해하고 견훤을 금산사에 강제 유폐시켰다. 검이 왕위에 오른 후에도 직위를 유지하였다.
이후에 견훤이 고려로 망명했다가 936년에 고려 태조과 함께 군사를 이끌고 쳐들어오자 반발하였다. 그러나 박영규를 비롯한 장수들이 일찍이 투항하는 바람에 전력에 큰 공백이 생겨 전세가 불리해졌다. 결국 마지막 전투인 일리천 전투에서 대패하고 신검, 용검, 능환 등과 함께 사로잡혔다.
이후 반란을 일으키고 견훤을 유폐시켰던 죄를 받아 용검과 함께 신라의 진주로 귀양을 갔다가 그곳에서 사형에 처해졌다.

## 가족 관계
- 조부 : 아자개(阿慈介, ?~935)
- 조모 : 상원부인(上院夫人, ?~?)
- 계조모 : 남원부인(南院夫人, ?~?)
  - 부왕 : 견훤(甄萱 867~936 재위:892~935)
  - 모후 : 왕후 박씨(王後 朴氏, ?~?)
    - 태자 : 견양검(甄良劍, ?~936)

## 견양검이 등장하는 작품

### TV 드라마
- 《태조 왕건》(KBS, 2000년~2002년, 배우: 주민준, 서후)
- 《제국의 아침》(KBS, 2002년~2003년, 배우: 주민준)

## 참고 문헌
- 삼국사기(三國史記)
- 삼국유사(三國遺事)
- 고려사(高麗史)
- 고려사절요(高麗史節要)